# 타미라트 톨라
타미라트 톨라 아베라(암하라어: ታምራት ቶላ አበራ, 1991년 8월 11일~)는 에티오피아의 육상 선수로 주 종목은 마라톤과 장거리 달리기이다. 2024년 하계 올림픽 마라톤에서 올림픽 기록을 세우면서 금메달을 획득했고 2016년 하계 올림픽 10000m에서 동메달을 획득했다. 그는 2017년과 2022년 세계 육상 선수권 대회 마라톤에 출전하여 각각 은메달과 금메달을 획득했으며, 2022년 때 세계 선수권 대회 기록을 세웠다. 그는 2021년 도쿄 마라톤과 2023년 런던 마라톤에서 모두 3위에 올랐고 2023년 뉴욕 마라톤에서 우승하여 코스 기록을 갱신했다.